# Santiago Simón
Santiago Simón (ur. 13 czerwca 2002 w José C. Paz) – argentyński piłkarz występujący na pozycji prawego pomocnika, od 2020 roku zawodnik River Plate.